# Юлия Соемия
Юлия Соемия Басиана е майка на римския император Елагабал, която управлява за кратко империята докато синът ѝ е малолетен.

## Биография
Юлия е дъщеря на Юлия Меса, знатна римлянка от сирийски произход, и сирийския благородник Юлий Авит. Племенница е на императрица Юлия Домна и император Септимий Север.
Юлия се омъжва за Секст Варий, сирийски римлянин. Като член на императорското семейство, Юлия Соемия живее в Рим, където са родени децата ѝ.
През 217 г. братовчедът на Юлия Соемия, Каракала, е убит, а император става Макрин, който позволява на семейството на Юлия да се завърне в Сирия заедно с всичките си богатства. Юлия Соемия и майка ѝ обаче организират заговор за свалянето на Макрин и замяната му с Елагабал. Те дори разпространяват мълвата, че момчето е незаконен син на Каракала. През 218 г. Макрин е убит, а за император е провъзгласен Басианий под името Елагабал.
Фактически управлението на империята преминава в ръцете на Юлия Соемия, докато синът ѝ се занимавал предимно с религиозен мистицизъм. Управлението на Юлия и Елагабал обаче е изключително непопулярно поради странното сексуално поведение на Елагабал и преклонението му пред източни култове. През 222 г. Юлия Соемия и Елагабал са убити от преторианската гвардия. По-късно Юлия е обявена за враг на Рим и името ѝ е заличено от всички документи.